# Forest (Louisiana)
Forest és una població dels Estats Units a l'estat de Louisiana. Segons el cens del 2000 tenia 275 habitants.

## Demografia
Segons el cens del 2000, Forest tenia 275 habitants, 95 habitatges, i 83 famílies. La densitat de població era de 64 habitants/km².
Dels 95 habitatges en un 38,9% hi vivien nens de menys de 18 anys, en un 76,8% hi vivien parelles casades, en un 8,4% dones solteres, i en un 12,6% no eren unitats familiars. En el 10,5% dels habitatges hi vivien persones soles el 5,3% de les quals corresponia a persones de 65 anys o més que vivien soles. El nombre mitjà de persones vivint en cada habitatge era de 2,89 i el nombre mitjà de persones que vivien en cada família era de 3,1.
Per edats la població es repartia de la següent manera: un 30,5% tenia menys de 18 anys, un 6,2% entre 18 i 24, un 27,6% entre 25 i 44, un 24,7% de 45 a 60 i un 10,9% 65 anys o més.
L'edat mediana era de 37 anys. Per cada 100 dones de 18 o més anys hi havia 94,9 homes.
La renda mediana per habitatge era de 35.000 $ i la renda mediana per família de 36.875 $. Els homes tenien una renda mediana de 26.786 $ mentre que les dones 13.750 $. La renda per capita de la població era de 13.191 $. Entorn del 6% de les famílies i el 10,5% de la població estaven per davall del llindar de pobresa.

## Poblacions més properes
El següent diagrama mostra les poblacions més properes.